# Yukihide Takekawa
Yukihide Takekawa (タケカワ ユキヒデ（武川 行秀), Takekawa Yukihide, nascido em 22 de outubro de 1952) é um cantor e compositor japonês de Urawa-ku, Saitama. Ele é mais conhecido por ser o vocalista da banda Godiego, além de sua própria carreira solo e seu trabalho como autor. Algumas de suas composições estiveram nas trilhas sonoras de jogos de videogame, animes, filmes, séries de televisão e outros. Exemplos de seus trabalhos estão no filme Galaxy Express 999, Saiyūki, Soul Blazer e Comando Estelar Flashman.
Uma de suas canções mais populares é "Gandhara", que foi traduzida para línguas estrangeiras muitas vezes e alterada mais de uma vez durante a tradução. Chegou à 56ª posição no Official Charts Company.
Sua filha Ai Takekawa também é musicista e participou da trilha sonora de InuYasha Kanketsu-Hen.